# World Series of Poker 2020
Le World Series of Poker 2020 sono stati la 51ª edizione della manifestazione. 
Avrebbero inizialmente dovuto svolgersi a partire dal 26 maggio 2020 presso il casinò Rio All Suite Hotel and Casino di Las Vegas, ma a seguito della pandemia di COVID-19 del 2019-2021 sono state rimandate in autunno.
Il programma iniziale prevedeva 101 tornei che avrebbero assegnato altrettanti braccialetti delle World Series of Poker. 
In attesa dell'eventuale posticipazione dell'evento, l'organizzazione delle WSOP ha indetto per l'anno 2020 un campionato disputatosi esclusivamente online.

## Programma
Le WSOP 2020 hanno visto lo svolgimento esclusivamente del $10,000 No Limit Hold'em Main Event, svoltosi secondo un nuovo formato. Una prima fase si è svolta esclusivamente online, ed è iniziata il 29 novembre 2020 per i giocatori non statunitensi e il 13 dicembre per quelli statunitensi. Il 15 dicembre si è svolto a Rozvadov il tavolo finale a 9 giocatori per i giocatori non statunitensi, mentre per quelli statunitensi il 28 dicembre al Rio All Suite Hotel and Casino di Las Vegas.
I due vincitori dei rispettivi tavoli sono stati Damian Salas e Joseph Hebert. L'heads-up finale, svoltosi il 3 gennaio 2021 al Rio, ha visto prevalere l'argentino Salas.